# 喜入久道
喜入 久道（きいれ ひさみち）は、安土桃山時代の武将。島津氏の家臣。

## 生涯
永禄2年（1559年）、薩摩国島津氏の家臣・喜入季久の長男として誕生。家督を継ぐと喜入（現・鹿児島市喜入町）と鹿籠（現・鹿児島県枕崎市）併せて5,148石を領した。
犬追物の上手であったようで、天正3年（1575年）11月に催されたそれでは、11疋を射る腕前を見せている。武将としては、天正13年（1585年）の肥後御船城攻めに従軍、天正15年（1587年）に豊臣秀長により新納院高城が攻められると、山田有信と共に城に籠り、島津義久の説得により降伏すると、有信の嫡子・山田有栄共々豊臣方の桑山重晴の人質となった。
その後に、喜入・鹿籠から永吉（現・鹿児島県鹿児島市永吉）へ転封となる。また、一男一女があったが共に早世したため後継ぎがなく、島津義弘の四男・万千代丸を養子に迎える予定であった。しかし、万千代丸も9歳で夭折したことから、天正17年（1589年）義久の命により出家していた末弟の忠続が養子とされた。
慶長5年（1600年）8月に死去した。享年42。